# Rhizotrogus siculus
Rhizotrogus siculus är en skalbaggsart som beskrevs av Baraud 1970. Rhizotrogus siculus ingår i släktet Rhizotrogus och familjen Melolonthidae. Inga underarter finns listade i Catalogue of Life.